# Trevenzuolo
Trevenzuolo ist eine nordostitalienische Gemeinde (comune) mit 2728 Einwohnern (Stand 31. Dezember 2023) in der Provinz Verona in Venetien. Die Gemeinde liegt etwa 22 Kilometer südsüdwestlich von Verona und etwa 19 Kilometer nordöstlich von Mantua am Tione und grenzt unmittelbar an die Provinz Mantua (Lombardei). Trevenzuolo gehört zur Unione veronese Tartaro Tione.

## Geschichte
In der römischen Antike lag hier eine dörfliche Siedlung. Im Mittelalter stand das Gemeindegebiet unter der Herrschaft des Klosters des Heiligen Zenon und des Heiligen Georgs in Braida (im heutigen Stadtgebiet von Verona).